# 난카이 해곡 거대지진

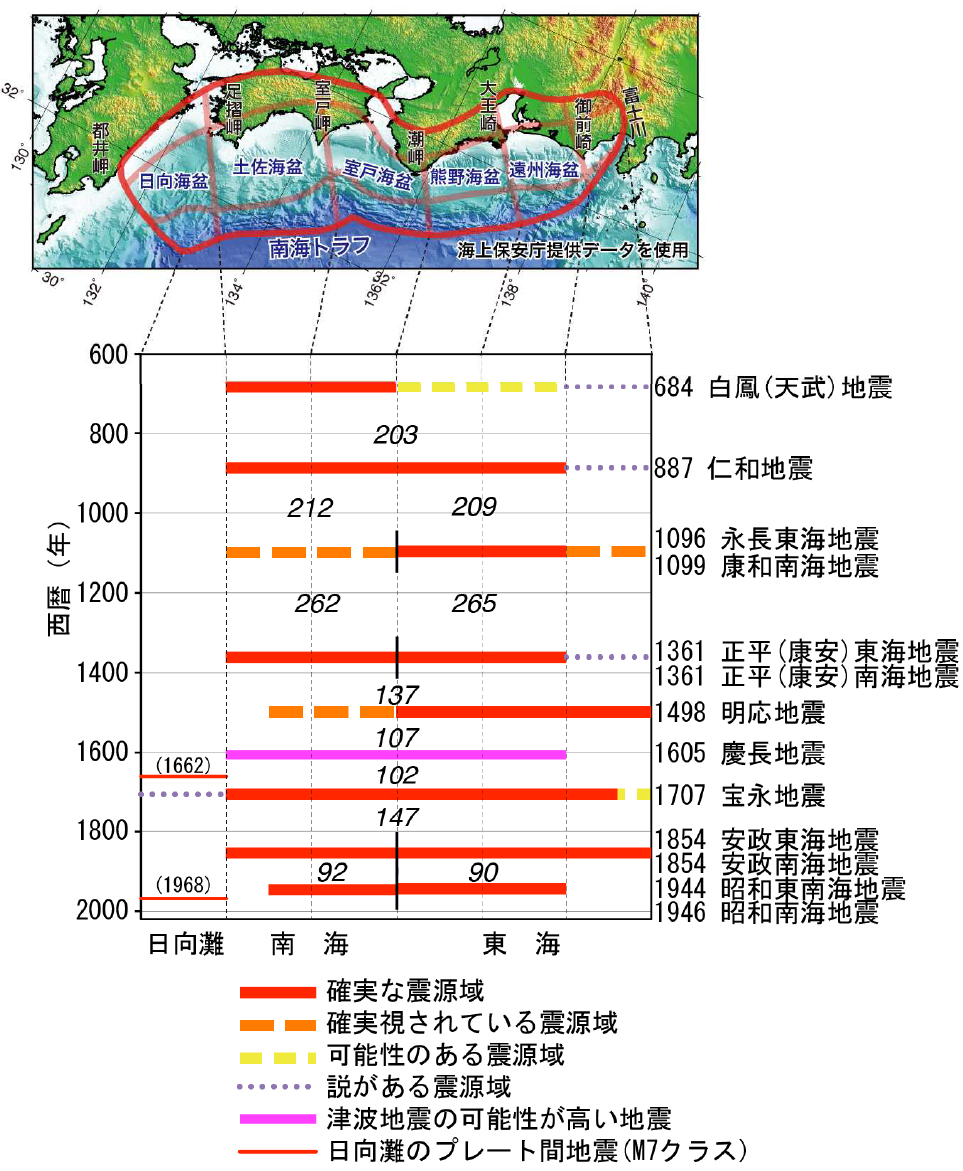
과거 역사상 발생한 난카이 해곡 거대지진의 목록.

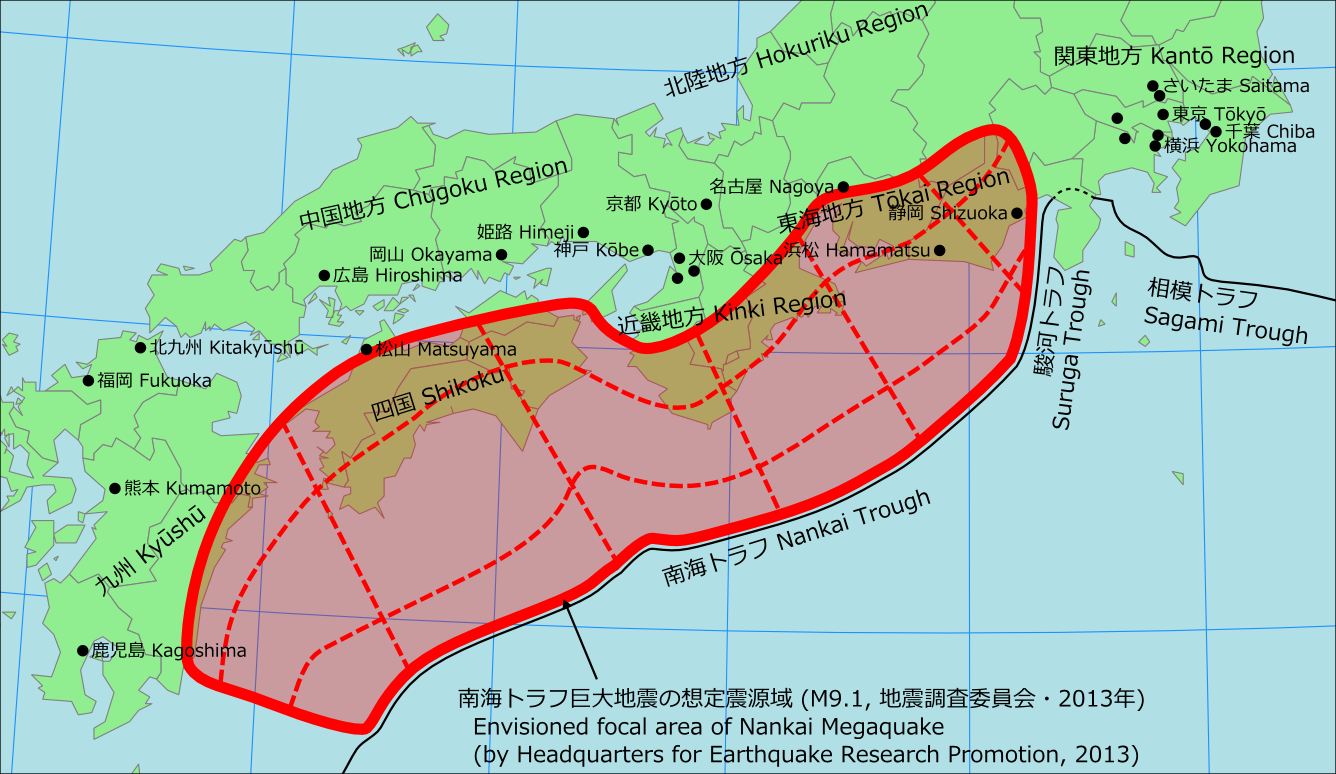
2013년 지진조사연구추진본부 지진조사위원회가 검토한 M_{w}9.1 최대규모의 난카이 해곡 거대지진의 상정 진원역.

난카이 해곡 거대지진(일본어: 南海トラフ巨大地震 난카이토라후쿄다이지신[*], 영어: Nankai megathrust earthquakes)은 필리핀해판과 아무르판 사이 판 경계의 섭입 지대인 난카이 해곡에서 일어날 것으로 추정하는 거대지진을 일컫는 말이다. 때로는 규모 Mw9.0이 넘는 초거대지진이 일어날 수도 있다고 가정하고 있다. 자세하게는 난카이 해곡을 따라 발생하는 거대지진(일본어: 南海トラフ沿いの巨大地震 난카이토라후조이노쿄다이지신[*])이라고 부른다.
난카이 해곡은 예로부터 도카이 지진, 도난카이 지진, 난카이 지진 3가지 대지진이 주기적으로 발생했으며 2000년대 들어서는 이 세 지진이 연동해서 발생하는 연동형지진(도카이·도난카이·난카이 지진)이 일어날 수 있다고 가정했다. 하지만 2011년 발생한 도호쿠 지방 태평양 해역 지진이 발생하며 이전까지 상상했던 규모를 훨씬 넘는 지진이 난카이 해곡에서도 발생할 수 있다는 가능성도 부각되었고 규모 M9급을 상정한 난카이 해곡 거대지진이라는 모델이 등장한다. 또한 난카이 지진의 서쪽, 난카이 해곡의 서남쪽 끄트머리인 휴가나다에서는 휴가나다 지진이 주기적으로 발생하는데 난카이 해곡 거대지진은 3연동지진 외에도 휴가나다 지진도 예상 진원역에 포함해 같이 발표하고 있다.
2011년 8월 일본 내각부에 설치된 "난카이 해곡 거대지진 모델 검토회"(南海トラフの巨大地震モデル検討会)가 검토한, 난카이 해곡을 따라가는 지역에 발생할 것으로 예상되는 최대규모의 지진도 "난카이 해곡 거대지진"이라고 부르거나 짧게 난카이 해곡 지진(南海トラフ地震)이라 부르며 이 문서에서도 위의 정의를 중심으로 서술한다.

## 지진의 특징
난카이 해곡 거대지진으로 발생할 피해는 초광역에 걸칠 막대한 쓰나미와 강한 흔들림에 따라 서일본을 중심으로 동일본 대지진을 뛰어넘는 막대한 인적, 물적 피해가 발생해 우리나라 전체의 국민 생활, 경제 활동에 매우 심각한 영향을 미칠, 그야말로 국난이라고도 할 수 있는 거대 재해가 될 것으로 예상된다.— 일본 중앙방재회의, 2012년

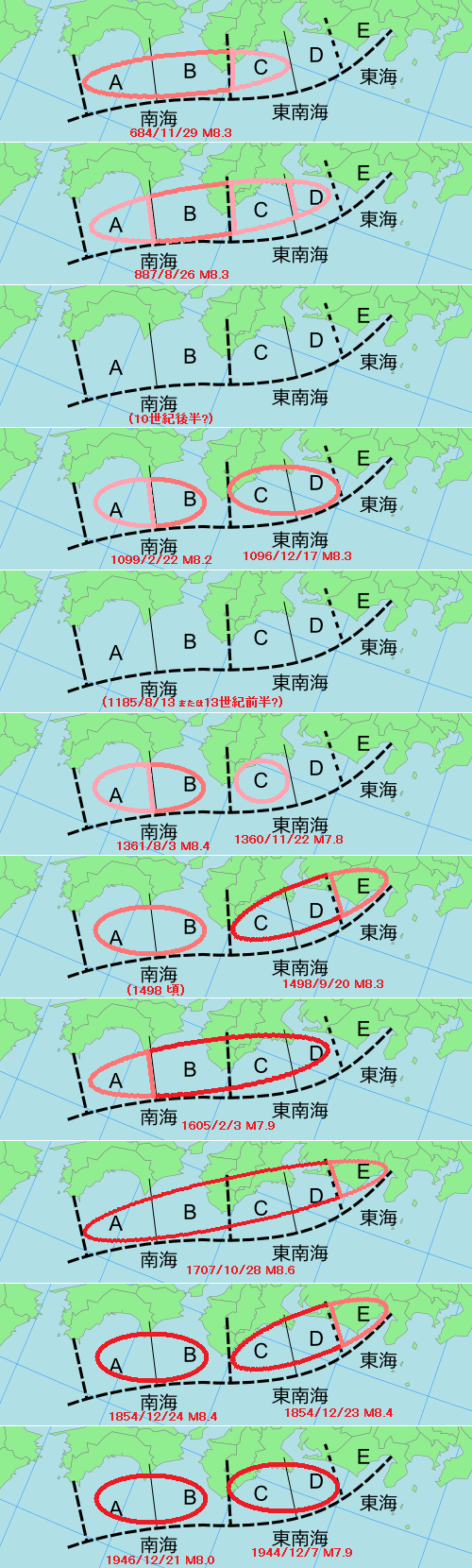
684년 하쿠코 난카이 지진부터 1946년 쇼와 난카이 지진까지의 지진 발생 및 연동 분석 그림

난카이 해곡의 지진은 약 90년~150년(중세 이전에는 200년 이상)의 간격으로 발생하는 도카이 지진, 도난카이 지진, 난카이 지진으로 이루어져 있으며, 이 세 지진은 어느 하나가 일어나면 몇 시간에서 몇 년의 간격을 두고, 또는 시간 간격 없이 바로 연동해 발생한다는 것이 정설로 받아들어졌다. 1605년 일어난 게이초 지진의 경우에는 난카이 해곡에서 일어난 지진이 아니라는 설이 유력해 난카이 해곡 거대지진은 대략 200년을 간격으로 일어나는 것이 자연스럽다는 의견도 존재한다. 가장 최근의 쇼와 시대의 지진들은 지진계에 의한 관측기록이 존재하고, 그보다 오래된 지진들은 지질조사 및 문헌자료를 통해 지진을 분석한다. 분석 결과 앞으로도 같은 간격으로 계속 발생할 것으로 추측되고 있다. 이 지진들은 모두 규모가 8 이상인 거대한 지진으로, 지진 자체의 흔들림과 지진해일으로 큰 피해를 내왔다.
이후 연구에 따르면 지진이 발생할 때마다 진원이 조금씩 다르다고 밝혀졌다. 예를 들어 같은 난카이도 해역의 지진이라고 하더라도 1854년 안세이 난카이 지진은 난카이도 해역 전역을 진원으로 발생했지만 1946년 쇼와 난카이 지진은 난카이도 서쪽 1/4 지역은 진원지에서 빠졌다. 한편 도쿄 대학 지진 연구소의 세노 데쓰조 교수는 도카이-도난카이-난카이 3개 지진 분류 체계를 바꿀 필요성을 언급하며 난카이 해곡 동쪽 끝의 진원지(도난카이 일부와 도카이 전체)와 연동해 시즈오카현 부근까지 단층 파괴가 일어나는 "안세이형 지진"과 이 진원지와는 연동하지 않아 시즈오카현 부근까지는 단층 파괴가 일어나지 않는 "호에이형 지진" 두 종류의 지진으로 구분해야 한다고 주장한다.
1498년 메이오 지진 이후부터는 문헌 자료도 풍부하고 발생 간격도 약 100여년 전후로 일정하다고 여겨졌다(아래의 난카이 해곡 지진의 발생 영역의 '종래설' 참조). 하지만 이 이전에는 도카이도 해역의 지진 발생 기록이 거의 없는데다 1361년 쇼헤이 지진 이전의 지진 발생 간격은 문헌 기록이 거의 남아있지 않아 13세기 전반 시기 발생했다고 추정되는 쓰나미와 토양액상화의 흔적을 여러 곳에 발견해 문헌 기록을 겨우 보완하는 수준이고, 1096년 에이초 지진 이전은 확실한 증거도 거의 발견되지 않아 쓰나미 퇴적물 연구를 토대로 100년과 200년 주기가 번갈아 반복해서 일어난다는 가설도 있다. 액상화 흔적 연구의 경우에는 내륙의 단층지진일 가능성이나 추정 연대의 오차범위 문제도 있어 더 많은 검토가 필요하다. 판의 상대적 운동과 판 경계의 마찰 특성을 이용한 지진 연동 발생을 시뮬레이션하러는 시도도 있고 연동성은 재연하였으나 지진 발생 간격이 역사 기록과 일치하지 않는 점도 있다.
난카이 해곡 전역에서 거의 동시에 단층파괴를 일으킨 지진은 규모가 매우 컸으며 1707년 호에이 지진은 일본 역사상 가장 규모가 큰 지진으로 꼽힌다. 1854년 안세이 지진이 쇼와 지진보다 규모가 더 크며 1707년 호에이 지진이 1854년 안세이 지진보다 규모가 더 크다. 예를 들어 스사키(현 고치현 스사키시)에서는 안세이 지진 당시 5~6 m의 쓰나미가 닥쳤지만 호에이 지진 당시에는 해발 11 m 지점까지, 일부 지점에서는 최대 18 m가 넘는 쓰나미가 닥쳤다. 도사번의 피해 보고에 따르면 안세이 지진으로 주택 3,082채가 붕괴, 3,202채가 유실, 2,481채가 소실되었으나 호에이 지진에는 5,608채가 붕괴, 11,167채가 유실되었다고 집계되었다. 안세이의 쓰나미로 파괴되어 버려진 마을은 도사번에서 총 4개 마을이었으나 《곡릉기》에 따르면 호에이 지진 당시 버려진 마을은 총 81곳에 달했다. 21세기 들어서면서 고치현 도사시 가니치에서 호에이 지진으로 만들어진 초대형 쓰나미 퇴적물이 발견되었는데 호에이 지진과 마찬가지로 쓰나미 퇴적물을 남기는 지진 흔적은 300~600년 간격으로 발견된다고 밝혀졌다. 또한 호에이 지진보다 약 2천년 전으로 추정되는 시기 남은 지층에 두꺼운 쓰나미 퇴적물이 발견되어 호에이 지진의 쓰나미보다 더 높은 쓰나미가 과거에 있었을 가능성이 같이 지적되었다.
쇼와 난카이 지진은 단순한 판 경계간 지진이 아닌 분기단층(주 단층대에서 분리되어 뻗어있는 미세한 여러 소단층)에서의 단층 미끄러짐을 동반했을 가능성이 추정되는데 난카이 해곡을 따라서 과거에 발생했다고 추정되는 여러 스프레이 분기단층이 다수 확인되었다. 한편 진원지가 넓으면 그에 따라 매우 큰 장주기 지진동 발생도 예상되어 진원에 가까운 평야 지역 대도시인 오사카, 나고야를 비롯한 지역에서 여러 고층 건물이나 오일탱크 등에 여러 피해가 발생할 가능성도 있다. 이와 관련해 고문헌에서는 종종 반 시간이 넘게 장시간 강한 진동이 이어졌다고 해석할 수 있는 여러 지진 기록이 보이는데 이는 대지진에 대한 공포감이 과장된 표현을 낳았다고 보는 주장과 반대로 연동형지진처럼 진원이 매우 넓어지면 단층 파괴가 전달되는 시간이 더 길어져 거기서 또 다른 단층파괴가 계속 이어지는 등 파괴 시간이 매우 긴 다중지진이 되어 본진 후 빈발하는 여진과 합쳐져 실제로 느껴지는 지진의 흔들림이 매우 길어진 것을 표현했다는 주장으로 나눠진다.
위와 같이 난카이 해곡에서 발생하는 해구형지진은 반복적으로 발생하는 '재귀성'과 여러 고유지진의 진원지에서 동시에 발생하는 '연동성'이라는 특징을 가지고 있다. 또한 난카이 해곡은 약 2천만년 된 젊은 판이 가라앉아 있고 얉으며 온도가 낮아 낮은 각도로 섭입해 판 경계간의 애스패리티도 형성되기 쉬우며 진원도 육지와 가까워 피해가 커지기 쉽다. 난카이 해곡에서 필리핀해판과 유라시아판(아무르판)과의 판 사이 결합력은 100%에 가깝게 거의 완벽히 서로 고착되어 1년에 약 6.5 cm씩 일본 열도를 밀어내는 판의 에너지가 거의 대부분 지진 에너지로만 방출된다고 알려져 있다. 하지만 기이반도 끝부분 시오노곶 해역 부근에 고착력이 약하고 미끄러지기 쉬운 영역이 있으며 1944년 쇼와 도난카이 지진과 1946년 쇼와 난카이 지진은 모두 이 부근을 진원으로 단층파괴가 각각 동, 서 방향으로 퍼져나간 것과 관련이 깊다고 알려졌다. 교토대학 인간환경학연구과 가마타 히로키 교수는 난카이 해곡 거대지진이 사가미 해곡 거대지진을 유발한다고 가정하고 이 두 거대지진의 연동형지진을 "슈퍼 난카이 지진"이라고 부르고 있다.
이 지진으로 인해 발생할 재해를 동일본 대진재를 따서 "서일본 대진재"(西日本大震災)라고 호칭하는 경우가 있다. 2011년 3월 도호쿠 지방 태평양 해역 지진 발생 이후 난카이 해곡 거대지진에 대한 우려가 부각됨에 따라 일본 정부는 중앙방재회의에 "난카이 해곡 거대지진 대책검토워킹그룹"을 설치해 대책검토를 진행했다. 워킹그룸이 2012년 7월 정리한 중간보고서에서는 난카이 해곡에서 예상되는 최대급의 거대지진이 동일본 대지진 이상의 막대한 인적 물적 피해를 발생시킬, 국난이라고 할 수 있는 거대한 재앙이 될 것이라고 평가하고 있다.
2018년 6월 7일 일본토목학회는 지진 발생 후 20년간 피해액이 최대 1,140조엔에 달한다는 추정 연구결과를 발표했다.

## 지진 발생 확률

### 시간 예측 모델을 사용할 경우

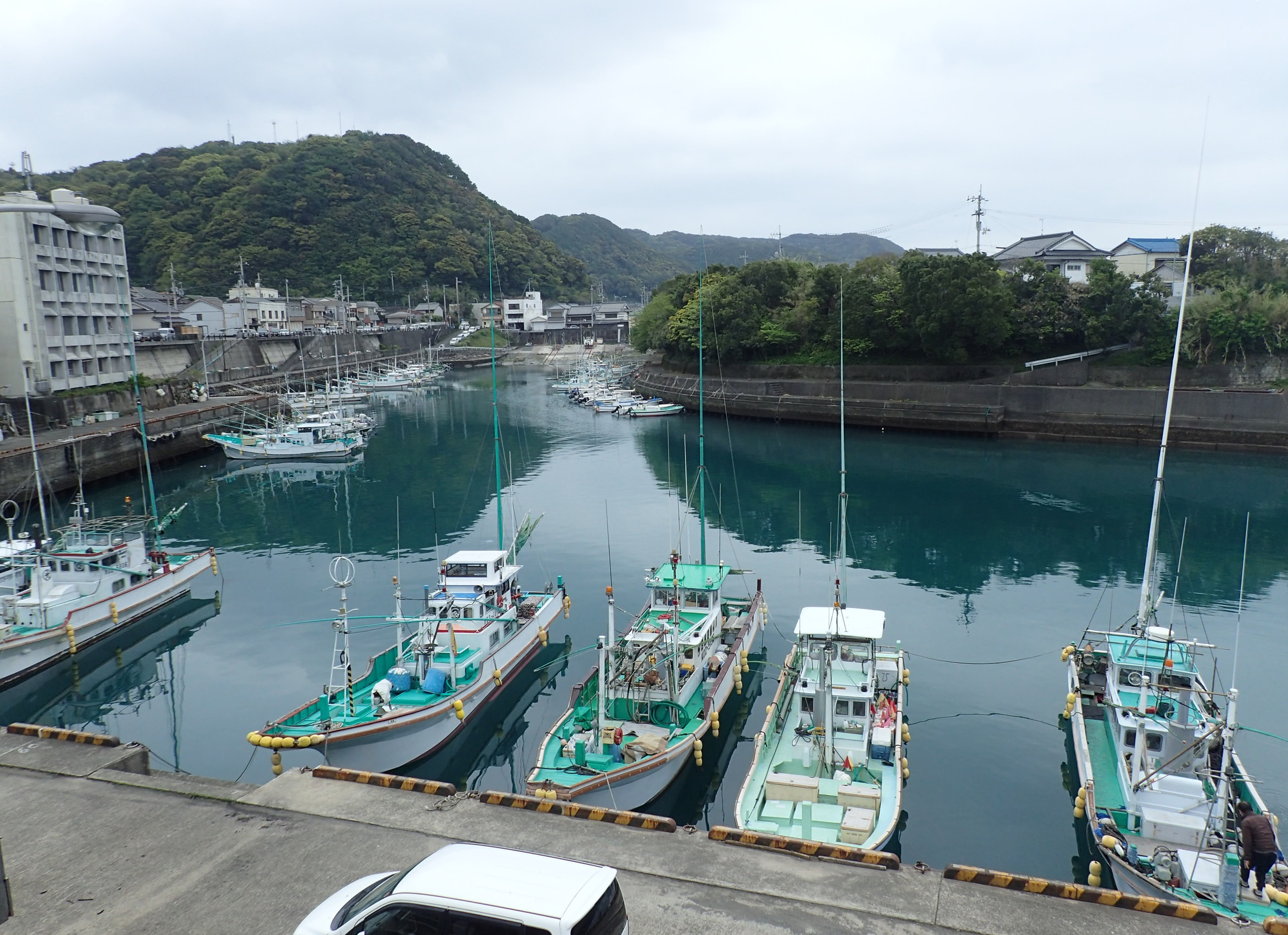
일본 고치현 무로토시 무로츠항의 모습. 난카이 해곡 거대지진이 발생할 때마다 융기 현상이 일어나 배가 들어오지 못할 정도로 해발고도가 올라가져 굴착 공사를 반복하며 항구 수심이 매우 깊어졌다. 구보노 가문에 남아 있는 무로츠항의 수심 기록은 시간 예측 모델에서 지각변동량에 사용하고 있다.

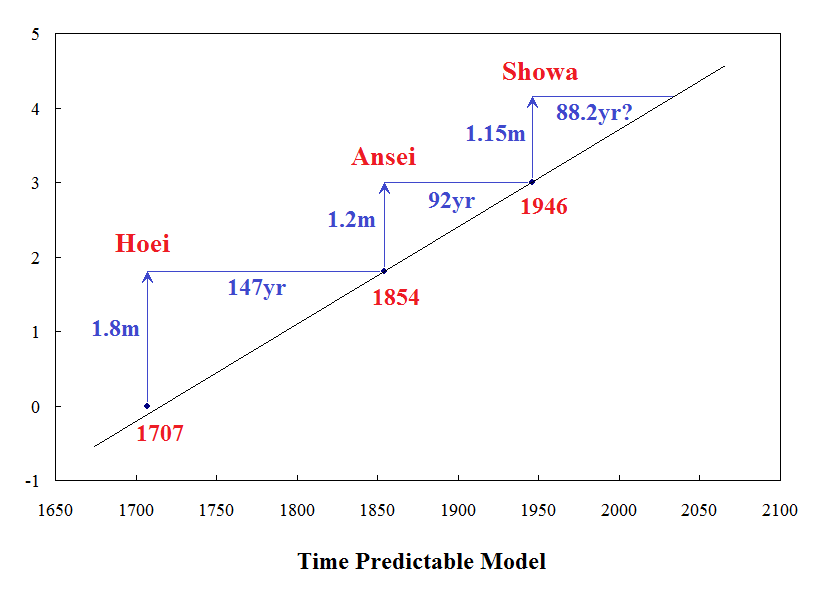
시간 예측 모델에 따른 난카이 해곡 거대지진의 발생 에측과 무로츠항의 융기량 비교. 호에이 지진 당시에는 1.8 m(추정), 안세이 지진 당시 1.2 m, 쇼와 지진 당시 1.15 m이다.

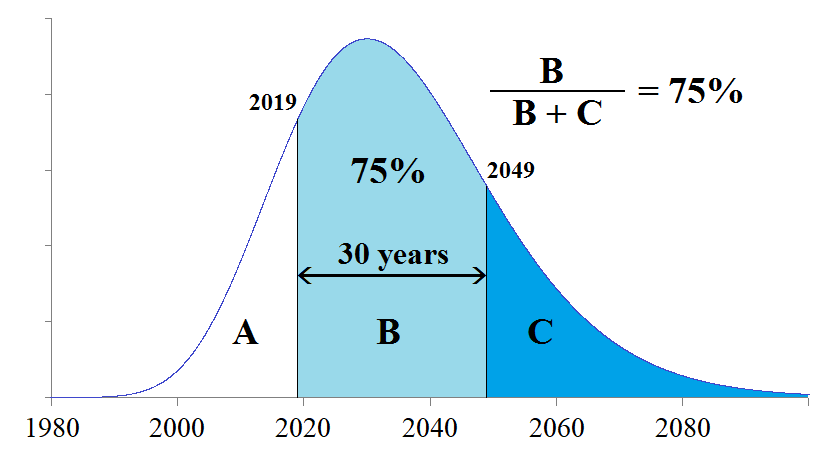
BPT 분포에 따른 난카이 해곡 거대지진의 발생 예측. 아래는 2019년 기준 30년 이내 지진 발생 확률의 계산이다.

시간 예측 모델(time predictable model)은 지진으로 발생한 변위량과 다음 지진까지의 회복 시간이 비례한다는 가정으로 세운 모델로 이에 반해 슬립 예측 모델(slip predictable model)은 이전 지진부터 쌓인 변형 축적 시간과 지진으로 발생하는 변위량이 비례한다는 가정으로 세운 모델이다. 하지만 두 모델 모두 불완전하여 완벽히 예측하진 못한다고 알려져 있다.
많은 단층은 약하지만 시간 예측 모델을 따라가는 경향이 있기에 1977년 시마자키 구니히코도 난카이 해곡을 따라 발생하는 지진도 시간 예측 모델을 적용할 수 있지 않을까라고 제안했다.
다음에 발생할 수 있는 지진은 기존에 발생했던 지진보다 폭넓게 규모 M8~9급으로 가정한다. 고치형 무로츠항의 역대 난카이 지진(호에이, 안세이, 쇼와)의 융기량과 발생 간격을 기반으로 한 시간 예측 모델을 적용해 예측한 다음 M8급 지진은 쇼와 난카이 지진으로부터 약 88.2년 후로 추정되며, 이를 통해 계산한 지진 발생 확률은 아래와 같다.
| 구역        | 지진 종류      | 2025년 1월 1일 기준 | 2025년 1월 1일 기준 |
| 구역        | 지진 종류      | 규모(M)             | 30년 내 발생 확률   |
| 난카이 해곡 | 판 경계간 지진 | M8-9 규모           | 80% 정도            |

2025년 1월 15일 일본 지진조사연구회가 발표한 자료에 따르면 난카이 해곡의 지진 발생 확률은 10년 내에 약 30%, 20년 내 약 60%, 30년 내에 약 80%, 50년 내 발생 확률은 약 90% 이상이라고 발표했다.
무로츠항의 쇼와 난카이 지진 당시 융기량은 조위 변화로 계산시 115 cm이며 안세이 난카이 지진 당시에는 무로츠항을 관리하던 항만 관리인 구보노 가문의 기록에 따르면 약 4척(1.2 m)이고 호에이 지진 당시에는 구보노 가문의 기록에서 지진 전과 지진 52년 후의 수심 차이인 5척(1.5m)를 52년간의 변동으로 보정하면 약 1.8 m로 추정된다.
시간 예측 모델로 추정된 88.2년을 평균 활동 간격에 적용하고, 쇼헤이에서 쇼와까지 이르는 지진 활동 간격의 편차로부터 최대가능도 방법으로 구한 변동 계수(표준편차) α의 값은 0.20으로 데이터가 적은 점을 감안해 0.20~0.24로 α를 설정했다. 확률 밀도 함수로 BPT(Brownian Passage Time) 분포를 이용해 30년 이내 발생 확률을 계산했다. 그 다음으로 최대 규모(M9 이상)의 지진이 발생할 가능성도 있지만 그 발생 빈도는 100~200년 간격으로 발생하는 지진에 비해 확률이 "한 자릿수 이상 낮다"고 발표했다.
시간 예측 모델의 적용에 대해 아래와 같은 여러 문제점이 지적된다.
- 난카이 해곡을 따라 발생하는 거대지진은 진원이 매우 다양한데도 불구하고 무로츠항의 융기만으로 한번에 평가할 수 있는가?
- 융기량이 이를 회복하는 시간에 비례한다면 평상시 무로츠항의 침강 속도는 1년에 약 13 mm가 되어야 하지만, 수준 측량에 따른 실제 평상시 침강 속도는 1년에 5~7 mm로 매우 다르다.
- 시마자키 구니히코가 시간 예측 모델을 적용할 수 있다고 말한 지진은 쇼와 난카이 지진 외 호에이와 안세이 두 지진뿐이다. 하쿠호 지진서부터 모델을 적용해본다면 시간 예측 모델은 전혀 맞지 않는다는 연구도 있다.[43]

또한 어떤 지진(이 경우 난카이 해곡 지진)이 다른 지진의 유발지진으로 발생되는 경우가 있다면 발생 시기는 외부 요인인 '유발'에 구속되기 때문에 시간 예측 모델이 성립하지 않는다. 그리고 지각 변동량에 사용된 무로츠항의 수심 변화가 오차가 고려되지 않았고 지진 전 수심 측정일이 불분명한 등 구보노 가문의 기록을 이용한 변동량 자체에 문제가 있어 많은 문제점이 지적됨에도 마치 과학적 판단만으로 지진 발생 시기를 예측한 것처럼 보이는 상황을 만들었다는 비판도 있다.

### 발생 간격만으로 평가할 경우
다른 판 경계간 지진과 마찬가지로 발생 간격만을 이용하여 지진을 평가하는 방법도 있지만 이 역시 여러 이견이 있는 1605년 게이초 지진을 난카이 해곡 지진으로 포함할 것인지, 684년 하쿠호 지진 이후 모든 지진의 연대를 사용할 것인지, 1361년 쇼헤이 지진 이후인지, 확실한 기록이 남아 있는 1707년 호에이 지진 이후를 사용할지 등에 따라 평균 발생 간격이 크게 달라진다. 여기서는 안세이와 쇼와처럼 동서로 나눠서 발생한 경우 둘을 합쳐 1사이클로 취급했다.
| 사례                    | 평균 발생 간격 | 30년 내 발생 확률 (최대가능도 방법) |
| ----------------------- | -------------- | ----------------------------------- |
| 하쿠호 이후 전부        | 157.6년        | 10% 정도 (α=0.40)                   |
| 게이초 제외 하쿠호 이후 | 180.1년        | 6% (α=0.37)                         |
| 쇼헤이 이후 전부        | 116.9년        | 20% 정도 (α=0.20)                   |
| 게이초 제외 쇼헤이 이후 | 146.1년        | 10% 정도 (α=0.35)                   |
| 호에이 이후             | 119.1년        | 30% 정도 (α=0.34)                   |

## 역사

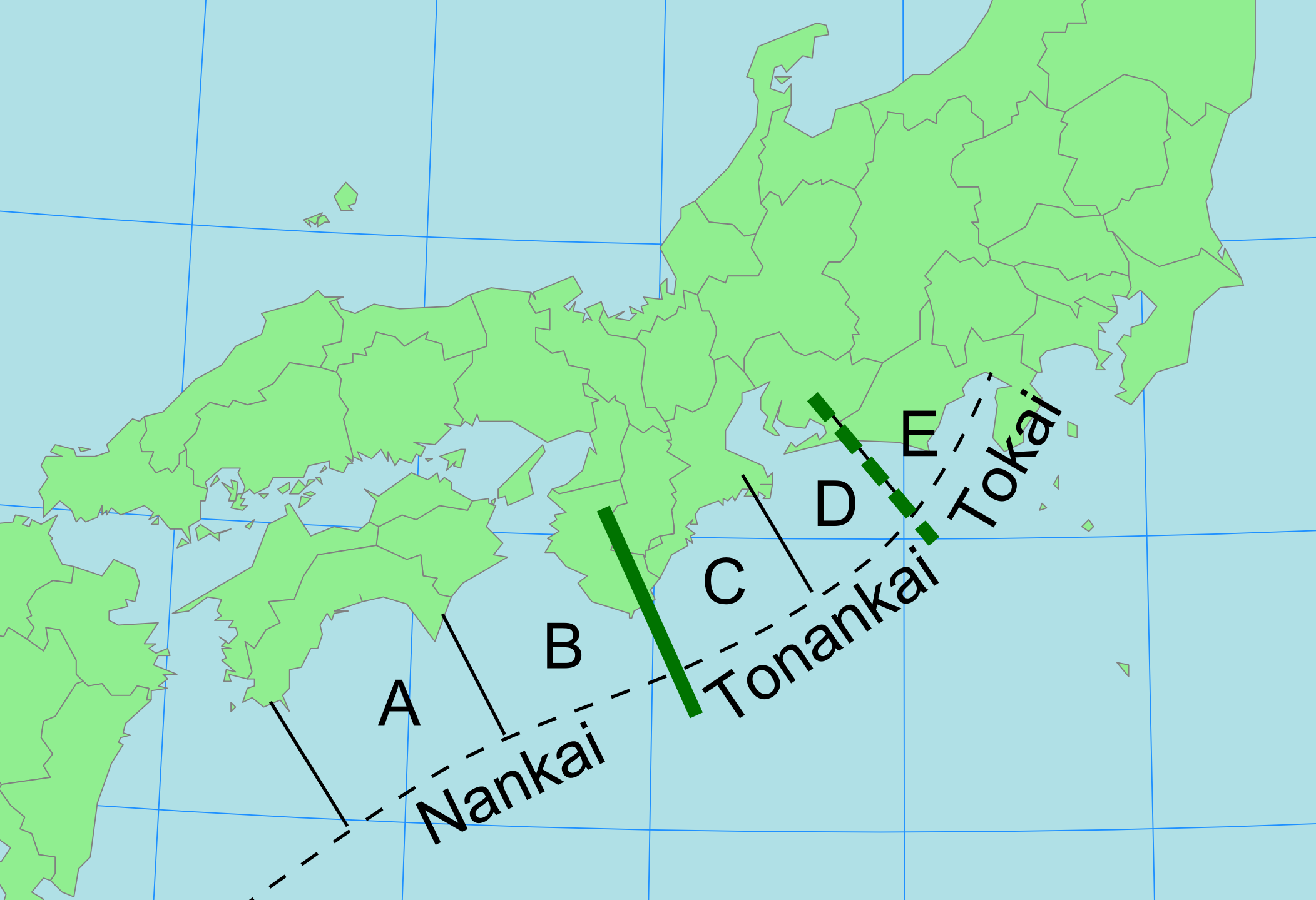
난카이(A, B), 도난카이(C, D), 도카이(E) 지진의 진원지

역사 기록상 난카이 해곡의 동쪽 절반과 서쪽 절반의 진원들이 시간차를 두고, 또는 거의 동시에 연동하여 발생하는 것으로 추정되지만 이 지진들 중 기기관측기록이 존재하는 것은 쇼와 시대의 지진 뿐이며, 전체적인 사료가 남아 있어 진원지를 특정할 수 있는 것은 에도 시대의 안세이 지진 및 호에이 지진까지다. 그 이전의 지진들은 사료가 부족하여 진원지에 관해 여러 설이 난립하고 있다. 또 게이초 지진은 난카이 해곡 지진이 아예 아닐 가능성을 의심하는 의견도 있다. 후루무라(古村, 2015)는 도카이 쪽에서는 평균 180년 간격, 난카이 쪽에서는 평균 252년 간격이라고 지진 발생 주기를 추정했다.
종래에는 진원지가 난카이, 도난카이, 도카이 또는 A(도사 해분), B(무로토 해분), C(구마 해분), D(엔슈 해분), E(스루가만)의 세그먼트로 구분되었다. 이 중 A, B가 난카이 지진, C, D가 도난카이 지진, E가 도카이 지진에 해당한다. 하지만 호에이 지진은 도사 해분 남서쪽의 휴가 해분에서 일어나는 휴가나다 지진도 연동되었을 가능성이 지적되고, 아예 난카이 3연동지진과는 별개의 거대지진이라는 설도 등장하고 있다. 1498년의 메이오 지진은 난카이 지진과 휴가나다 지진이 연동되었을 가능성이 지적된다.
| 지진조사위원회(2013년)의 구분                                                                   | 지진조사위원회(2013년)의 구분                       | (휴가나다)  | 난카이      | 난카이      | 난카이        | 도난카이    | 도난카이    | 도카이     | 도카이     | 연동시 간격           |
| 지진조사위원회(2013년)의 구분                                                                   | 지진조사위원회(2013년)의 구분                       | Z 휴가 해분 | A 도사 해분 | A 도사 해분 | B 무로토 해분 | C 구마 해분 | D 엔슈 해분 | E 스루가만 | E 스루가만 | 연동시 간격           |
| 이시바시(石橋, 2002)에 따른 발생영역 ■: 확실 ■: 확실시 ■: 가능성 있음 ■: 설이 있음 ■: 해일 지진 | 684년 하쿠호 지진                                   |             |             |             |               |             |             |            |            | 동시기                |
| 이시바시(石橋, 2002)에 따른 발생영역 ■: 확실 ■: 확실시 ■: 가능성 있음 ■: 설이 있음 ■: 해일 지진 | 887년 닌나 지진                                     |             |             |             |               |             |             |            |            | 동시기                |
| 이시바시(石橋, 2002)에 따른 발생영역 ■: 확실 ■: 확실시 ■: 가능성 있음 ■: 설이 있음 ■: 해일 지진 | 1096년 에이초 지진 1099년 고와 지진                 |             |             |             |               |             |             |            |            | 2년 2개월 또는 동시   |
| 이시바시(石橋, 2002)에 따른 발생영역 ■: 확실 ■: 확실시 ■: 가능성 있음 ■: 설이 있음 ■: 해일 지진 | 1361년 쇼헤이 지진                                  |             |             |             |               |             |             |            |            | 동시기 또는 2일       |
| 이시바시(石橋, 2002)에 따른 발생영역 ■: 확실 ■: 확실시 ■: 가능성 있음 ■: 설이 있음 ■: 해일 지진 | 1498년 메이오 지진                                  |             |             |             |               |             |             |            |            | 동시 또는 가까운 간격 |
| 이시바시(石橋, 2002)에 따른 발생영역 ■: 확실 ■: 확실시 ■: 가능성 있음 ■: 설이 있음 ■: 해일 지진 | 1605년 게이초 지진                                  |             |             |             |               |             |             |            |            | 불명                  |
| 이시바시(石橋, 2002)에 따른 발생영역 ■: 확실 ■: 확실시 ■: 가능성 있음 ■: 설이 있음 ■: 해일 지진 | 1707년 호에이 지진                                  |             |             |             |               |             |             |            |            | 동시                  |
| 이시바시(石橋, 2002)에 따른 발생영역 ■: 확실 ■: 확실시 ■: 가능성 있음 ■: 설이 있음 ■: 해일 지진 | 1854년 안세이 도카이 지진 1854년 안세이 난카이 지진 |             |             |             |               |             |             |            |            | 32시간                |
| 이시바시(石橋, 2002)에 따른 발생영역 ■: 확실 ■: 확실시 ■: 가능성 있음 ■: 설이 있음 ■: 해일 지진 | 1944년 쇼와 도난카이 지진 1946년 쇼와 난카이 지진   |             |             |             |               |             |             |            |            | 2년                   |

|                                                           |                       | Z 휴가 해분 | A 도사 해분 | A 도사 해분 | B 무로토 해분 | C 구마 해분 | D 엔슈 해분 | E 스루가만 | E 스루가만 | 이전 지진과의 발생 간격 | 이전 지진과의 발생 간격 |
| 난카이도 해역                                             | 도카이도 해역         | Z 휴가 해분 | A 도사 해분 | A 도사 해분 | B 무로토 해분 | C 구마 해분 | D 엔슈 해분 | E 스루가만 | E 스루가만 |                         |                         |
| 후루무라(古村, 2015) 연구의 발생영역 ■:확실 ■:가능성 있음 | 684년 하쿠호 지진     |             |             |             |               |             |             |            |            | -                       |                         |
| 후루무라(古村, 2015) 연구의 발생영역 ■:확실 ■:가능성 있음 | 887년 닌나 지진       |             |             |             |               |             |             |            |            | 203년                   | 203년                   |
| 후루무라(古村, 2015) 연구의 발생영역 ■:확실 ■:가능성 있음 | 1096년 에이초 지진    |             |             |             |               |             |             |            |            | 474년                   | 209년                   |
| 후루무라(古村, 2015) 연구의 발생영역 ■:확실 ■:가능성 있음 | 1361년 쇼헤이 지진    |             |             |             |               |             |             |            |            | 474년                   | 265년                   |
| 후루무라(古村, 2015) 연구의 발생영역 ■:확실 ■:가능성 있음 | 1498년 메이오 지진    |             |             |             |               |             |             |            |            | 346년                   | 137년                   |
| 후루무라(古村, 2015) 연구의 발생영역 ■:확실 ■:가능성 있음 | 1707년 호에이 지진    |             |             |             |               |             |             |            |            | 346년                   | 209년                   |
| 후루무라(古村, 2015) 연구의 발생영역 ■:확실 ■:가능성 있음 | 1854년 안세이 지진    |             |             |             |               |             |             |            |            | 147년                   | 147년                   |
| 후루무라(古村, 2015) 연구의 발생영역 ■:확실 ■:가능성 있음 | 1944/1946년 쇼와 지진 |             |             |             |               |             |             |            |            | 92년                    | 90년                    |

### 연표
아래 연표는 2013년 지진조사위원회가 거대지진의 진원지로 분류한 난카이 해곡이 진원인 지진 중 도카이 지진, 도난카이 지진, 난카이 지진의 진원에서 발생했을 가능성이 있는 9사이클의 거대지진 목록이다. 참고를 위해 지진 전후에 발생한 서남일본 내륙의 대지진과 화산 폭발, 인근 지역의 판 경계간 거대지진, 종종 지진 전후로 발생하는 후지산과 이즈 제도의 화산 폭발도 같이 기록했다.
- 출처: 날짜, 진원, 규모, 진도 등 피해 이외의 요소는 1922년 일본지진학회 자료,[66] 1923년 일본 기상청 자료[67]를 따름. 피해는 문장마다 각주를 달았으나 주로 일본지진학회[66]와 2013년 지진조사위원회 자료[55]를 참고해 다른 출처에서 추가했다.
- 지진 발생 날짜는 게이초 지진을 기준으로 이후는 그레고리력, 메이오 지진 이전은 율리우스력(괄호 안은 그레고리력)이다.

| 지진 발생 날짜 혹은 발생 간격                             | 진앙지               | 북위 (°N)     | 동경 (°E)       | 진원 깊이 (km) | 규모 (M)           | 최대 진도 | 개요 |
| --------------------------------------------------------- | -------------------- | ------------- | --------------- | -------------- | ------------------ | --------- | --- |
|                                                           |                      |               |                 |                |                    |           | - 기원(서력) 1년 무렵(야요이 시대) - 규모 M9급의 초거대지진이 발생했을 가능성이 의심된다. 일본 고치현 도사시 우사 해안에서 약 200 m 떨어진 가니치 연못(蟹ヶ池)에서 쓰나미로 만들어진 퇴적물이 호에이 지진의 50 cm 정도의 두께를 넘는 매우 두꺼운 퇴적물이 발견되었다. - 인교 천황 시기(5세기 전반) - 시즈오카현 사카지리 유적과 오사카부 규호지 유적의 토양액상화 흔적, 나라현 덴리시 아카도산 고분에서 산사태 흔적이 발견되어 이 시기 난카이 해곡 거대지진이 발생했다는 가설이 있다. - 684년 11월 26일(11월 29일, 덴무 13년 10월 14일) - 하쿠호 지진 당일 이즈 제도에서 화산 분화가 일어나 섬이 생겼다고 해석할 수 있는 기록이 남아 있다. |
| 684년 11월 26일(11월 29일), 덴무 13년 10월 14일           |                      |               |                 |                | 81⁄4 Mw 8~9        |           | 하쿠호 지진 (덴무 지진)이 발생했다. 《일본서기》에 남아 있는 이요 온천의 분출 정지, 도사 지역의 여러 기록은 난카이도 해역에 거대지진이 발생했음을 암시하며 지질 조사를 통해 같은 시기에 도카이도 해역에서도 거대지진이 발생했다고 추정되며 난카이 해곡 거의 전체가 진원인 호에이형 지진일 가능성이 있다. 일본 각지에서 산사태, 가옥, 신사, 사찰의 붕괴 피해가 발생했다. 쓰나미도 덮쳐 도사국에서 선박이 다수 침몰했고 논밭 약 12 km2이 바다 속으로 침강해 완전히 바다가 되었다고 기록되었다. 지진 전후로 이요 온천과 기이 무로온천의 샘물이 멈췄다는 기록이 있다. |
| 약 203년간                                                |                      |               |                 |                |                    |           | - 864년(조간 6년 5월)~866년경 후지산 조간 대분화가 발생 - 869년 7월 9일(7월 13일, 조간 11년 5월 26일 밤) - 일본 해구를 따라 도호쿠 지방 태평양 해역 연안에서 판 경계간 거대지진으로 추정되는 조간지진이 발생했다. 규모는 M8.3에서 Mw8.4 이상으로 추정된다. - 886년 6월 29일(7월 3일, 닌나 2년 5월 24일) - 이즈 제도의 니지마섬 혹은 인근의 다른 섬에서 화산 분화가 있었다고 추정된다. |
| 887년 8월 22일(8월 26일), 닌나 3년 7월 30일               |                      | 33.0          | 135.0           |                | 8.0~8.5            |           | 닌나 지진이 발생했다. 《일본삼대실록》에서 난카이도 해역에 거대지진이 있었다는 기록이 있으며, 지질 조사를 통해 같은 시기 도카이도 해역에서도 거대지진이 발생했다고 추정된다. 오기칠도 전역과 교토에서 주택과 관사의 붕괴로 인한 압사자가 다수 발생했다. 특히 셋쓰국의 피해가 가장 컸다. 약 1달간 여진이 기록되었다. |
| 약209~212년간                                             |                      |               |                 |                |                    |           | - 1083년 4월 17일(에이호 3년 3월 28일) - 후지산이 분화했다. |
| 1096년 12월 11일(12월 17일), 가호 3년 11월 24일           |                      |               |                 |                | 8.0~8.5            |           | 에이초 지진이 발생했다. 도카이도 해역에서 일어난 거대지진으로 추정된다. 고쿄의 대극전이 피해를 입었고 도다이지의 대종이 바닥으로 떨어졌으며 오미국의 세타노토교가 붕괴되었다. 쓰나미로 스루가국에서 민가와 사찰 400곳이 유실되었다. 이세국의 아노쓰에서도 쓰나미 피해가 있었다. 2년 2개월 후 일어난 고와 지진과 시차를 두고 일어난 연동형지진이라는 주장도 있어 둘을 합쳐 에이초·고와 지진이라고도 부른다. |
| 1099년 2월 16일(2월 22일), 조토쿠 3년 1월 24일            |                      |               |                 |                | 6.4~8.3            |           | 고와 지진이 발생했다. 난카이도 해역에서 일어난 거대지진으로 추정된다. 야마토국에 있는 고후쿠지의 문과 회랑에 피해가 있었고 셋쓰국의 덴노지에서도 피해가 있었다. 쓰나미 자체에 대한 기록은 없지만 고와 2년 1월 4일 도사에서 농경지 약 10 km2가 침수되었다는 기록을 고와 원년의 오기로 보고 야마토·셋쓰국의 지진 기록과 동시기라고 보면 이 농지 수몰이 쓰나미일 가능성이 있다. 2년 2개월 전 일어난 에이초 지진과 시간을 두고 일어난 연동형지진이라고 보면 둘을 합쳐 에이초·고와 지진이라고도 부른다. 하지만 2016년 이시바시 교수는 고와 지진이 난카이도 해역의 지진이 아닌 기나이의 지진이며 도사의 기록은 고와 원년뿐만이 아닌 도카이도 해역 지진에 더해 난카이도 해역까지 포함한 연동형지진일 가능성도 주장했다. |
| 약262~265년간                                             |                      |               |                 |                |                    |           | - 1112년(에이쇼 8년) - 이즈 제도에서 화산 분화가 있었다고 추정된다. - 1200년경(전후 수십년) - 시즈오카현 아게쓰치 유적, 오사카부 사카이시 이와쓰카 신사 유적, 와카야마현 아리다가와정의 후지나미 유적 및 나치카쓰우라정 가와세키 유적에 남은 지진 흔적에서 이 시기 난카이 해곡 거대지진이 있었다는 가설을 주장하는 측이 있다. 1185년 긴키 지역을 강타한 분지 지진이 난카이 해곡 거대지진이라는 주장도 있지만 비라 단층의 활동으로 발생한 내륙 지진이라는 주장도 크다. 《아즈마카가미》 등 가마쿠라나 교토의 지진 기록을 통해 이 시기 난카이 해곡 거대지진의 발생 날짜를 연구하는 시도도 있다. - 1360년 11월 13일·14일(11월 21일·22일, 쇼헤이 15년, 엔분 5년 10월 4일·5일) - 규모 M7.5~8.0의 기이-셋쓰 지진이 4일과 5일 두 차례 일어났다. 사망자가 다수 발생했고 오와와 효고에 산사태가 여럿 일어났다. 이를 도카이도 방면의 지진이라 보는 설이 있다. 하지만 신뢰도가 떨어지는 사료에서만 등장하는 기록으로 지진의 존재 자체에 의문을 가지는 주장이 크다. |
| 1361년 7월 26일(8월 3일), 쇼헤이 16년, 고안 원년 6월 24일 |                      | 33.0          | 135.0           |                | 81⁄4~8.5           |           | 쇼헤이 지진(고안 지진)이 발생했다. 《태평기》의 기록에 따르면 난카이도 해역의 거대지진으로 추정된다. 셋쓰의 시텐노지에 있는 금당이 붕괴되어 5명이 압사했다. 그 밖에도 기나이의 여러 사찰에 큰 피해가 발생했다. 셋쓰, 아와, 도사에서는 쓰나미 피해가 있었고 특히 아와국의 유키에서 1,700가구가 유실되고 60여명이 사망했다. 유노미네 온천의 용출이 멈췄다는 보고가 있다. 같은 달 이세 신궁의 피해 기록도 있다. 2003년 우사미 교수는 진원지를 난카이와 도난카이 양 지역으로 보고 있으며 지질 발굴조사를 통해 같은 시기 도난카이 지진이 있음이 밝혀졌다. 쇼헤이 지진 전후로 다수의 지진 기록이 남아 있으며 6월 16~24일 사이에 약 10회 정도의 지진이 발생했다. 1998년 이시바시와 사타케 교수는 이 중 7월 24일(8월 1일) 지진이 도카이도 해역에서 발생한 지진이라고 주장한다. |
| 약 137년간                                                |                      |               |                 |                |                    |           | - 1495년 9월 3일(9월 12일, 메이오 4년 8월 15일) - 《가마쿠라 대일기》에 나오는 가마쿠라의 대지진과 쓰나미가 사가미 해곡 거대지진의 일종으로 보고 난카이 해곡 거대지진과 연동해 일어났다고 보는 가설도 있다. - 1498년 6월 30일(7월 9일, 메이오 7년 6월 11일) - 1498년 휴가나다 지진이 발생했다. 규슈에서 가옥 피해와 산사태가, 이요 지방에서 땅의 갈라짐이 기록되어 있다. 기나이의 지진 피해와 기이반도, 도카이 지방의 쓰나미 기록도 남아 있으며 상하이의 쓰나미와 양쯔강의 범람 기록도 남아 있어 난카이도 해역에서 발생한 지진이라는 설도 있다. 하지만 사료의 무리한 해석이 추가되었기 때문에 《규슈군기》의 내용을 반만 믿는다면 규슈 인근에서 발생한 슬래브 내 지진이라는 해석도 가능하다. 또한 규슈군기가 후대의 창작일 가능성이 높아 이 사료를 통한 휴가나다 지진의 존재 가능성도 부정하는 주장도 있다. |
| 1498년 9월 11일(9월 20일), 메이오 7년 8월 25일            |                      | 34.0          | 138.0           |                | 8.2~8.4            |           | 메이오 지진이 발생했다. 1997년 사무카와와 2013년 지진조사위원회는 도카이도 해역의 거대지진으로 보고 전후 가까운 시기에 난카이도 해역의 지진이 별도로 발생했을 가능성이 높다고 봤으나 2003년 우사미 교수는 난카이도 해역의 지진은 동시에 발생했을 가능성이 높다고 봤다. 기이에서 보소 사이 해안과 분지에서 흔들림이 컸고 구마노혼구우타이샤의 신전 붕괴도 기록되어 있지만 흔들림으로 인한 피해는 비교적 경미했다고 기록되어 있다. 반면 쓰나미 피해는 커 이세, 시마에서 사망자 1만명이, 스루가현 시다군의 《린소인기록》에 따르면 사망자 26,000명(260명이라는 설, 지진의 전체 사망자가 26,000명이라는 설도 있음) 등 기이에서 보소에 이르는 넓은 지역에 쓰나미 피해가 일어났다. 유노미네 온천은 한달 반 동안 용출이 멈췄다는 기록이 있다. 교토에서는 여진이 2개월 가까이 지속되었다. 이 지진으로 발생한 쓰나미 때문에 하마나호가 바다랑 이어졌다. 간토 지방에서는 호에이 지진보다 쓰나미 피해가 더 컸지만 시코쿠와 규슈에서는 쓰나미 기록이 없어 불분명하다. 고치현 시만토시의 아조노 유적에서는 분출된 모래가 나온 흔적이 나온 직후부터 사람이 아무도 살지 않게 되었다. 유적 조사 결과 격렬하게 흔들린 흔적이 발견되었고 도쿠시마현에서도 같은 시기 지진 흔적이 발견되었다. 1976년 하토리 교수, 1981년 아이다 교수 난카이 해곡보다 더 앞바다에 있는 제니스 해령 부근일 진원으로 하는 아우터라이즈 지진일 가능성을 주장했다. |
| 약 106년간                                                |                      |               |                 |                |                    |           | - 1511년(에이쇼 8년) - 후지산이 분화했다. - 1586년 1월 18일(덴쇼 13년 11월 29일) - 덴쇼 지진이 발생했다. 1996년, 2003년 우사미 교수는 규모 M7.8±0.1로 추정했고, 1978년, 1987년 아이다는 규모 M8.2로 추정했다. 히다, 미노, 이세, 오미를 중심으로 긴키, 도카이, 호쿠라쿠 넓은 지역에 흔들림으로 피해가 발생했다. 히다, 미노, 이세, 오미를 중심으로 긴키, 도카이, 호쿠리쿠 넓은 범위에서 흔들림으로 피해가 발생했다. 이세만과 와카사만에 쓰나미 피해가 기록되었으나 다른 가설도 존재한다. 우즈(1990,2004)와 우사미(2003) 교수는 내륙 단층, 이세만의 단층, 혹은 시라카와 단층과 요로 단층이 모두 연동했다고 가설을 내세웠지만 자세히 밝혀지지 않았다. - 1596년 9월 1일(분로쿠 5년 윤7월 9일) 밤 - 게이초 이요 지진이 발생했다. 3일 후(윤7월 12일)에는 게이초 분고 지진(규모 M7.0 추정)이, 그 다음날(윤7월 13일)에는 게이초 후시미 지진(규모 M71⁄2)가 연달아 발생했다. 오이타, 시코쿠, 긴키를 가로지르는 주오 구조선에서 일어난 연동형지진이라는 가설이 있다. |
| 1605년 2월 3일, 게이초 9년 12월 16일                      |                      | a)33.5 b)33.0 | a)138.5 b)134.9 |                | 7.9 또는 M7.9~8.0  |           | 게이초 지진이 일어났다. 하치조섬, 하마나호, 기이 서해안, 아와, 도사 각지에서 쓰나미로 인한 가옥 유실과 사망자가 기록되었다. 외방과 규슈 남부에서도 쓰나미 피해가 있었을 가능성으로 보이는 기록이 남아있다. 2013년 지진조사위원회의 정리에 따르면 지진동에 대해서는 신뢰할 수 있는 기록이 없으며, 만약 흔들림이 있었다고 해도 다른 도카이도 해역, 난카이도 해역의 지진에 비해서는 훨씬 약했다고 추정한다. 2001년 지진조사위원회는 게이초 지진을 난카이 해곡에서 일어난 해일지진이라고 평가했지만 2013년 보고서에서는 난카이 해곡 이외 지역에서 발생한 지진으로 만들어진 쓰나미, 혹은 아주 먼 바다에서 온 쓰나미일 가능성을 배제할 수 없다고 밝혔다. 2013년 이시바시 가쓰히코 교수는 이즈-오가사와라 해구 일부 지역에서 난 지진이라고 주장했다. 이 표에서 진원은 우사미(2003) 교수의 주장에 따르나 이마무라(1943)나 이다(1981) 등의 연구진도 마찬가지로 난카이도 해역과 도카이도 해역을 진원으로 가정했다. 한편 오모리(1913)는 보소 해역을, 가와스미(1951)와 하토리(1976)는 기이반도 해역과 보소 해역을 진원으로 가정했으며 아이다(1981)는 도카이도 해역과 보소 해역을 진원지라고 추정한다. 이 지진 외에도 게이초 년간 20년동안 게이초 대지진이라는 여러 차례의 지진이 발생했다. |
| 약 103년간                                                |                      |               |                 |                |                    |           | - 1611년 12월 2일(게이초 16년 10월 28일) 게이초 산리쿠 지진 - 가와스미(1951)는 규모 M8.1로 추정했으나 기존 진원지로 여겨지던 산리쿠 해역보다 북쪽에 있는 홋카이도나 쿠릴 열도 해역까지 이어진 일본 해구에서 발생한 거대지진이었다는 설도 있으며 일본 산업기술종합연구소(2012)는 규모 M8.9 이상으로 추정했다. - 1614년 11월 26일(게이초 19년 10월 25일) 게이초 19년 지진 - 다카다번의 대지진으로 알려졌으나 그 신빙성은 매우 낮다. 그 외 간토, 도카이, 긴키, 시코쿠에서 지진 피해 기록이 남아 있으나 자세한 사항은 불명이다. - 1703년 12월 31일(겐로쿠 16년 11월 23일) 겐로쿠 지진 - 규모 M8.1로 사가미 해곡에서 일어난 거대지진이다. 이 지진으로 난카이 해곡의 잠긴 빗장이 풀려 호에이 지진으로 이어졌다는 가설이 있다. |
| 1707년 10월 28일, 호에이 4년 10월 4일                     |                      | 33.2          | 135.9           |                | 8.4 8.6 Mw 8.9~9.3 |           | 호에이 지진이 일어났다. 난카이 해곡 거의 전역을 진원으로 발생한 지진이다. 도카이도 해역과 난카이도 해역의 거대지진이 거의 동시에 발생했다. 이시바시(1977) 및 아이다(1981)는 스루가만도 진원지에 포함된다고 주장했으나 진원지가 스루가만 안쪽까지는 아니라는 설이 다수이며, 또한 스루가에서는 다음 날 발생한 후지산 서쪽 기슭 지진의 피해가 포함되어 과대평가되었다고 판단해 스루가만 부근(도카이 지진의 진원지)는 진원이 아니며 반대로 제니스 방면 아래쪽으로 내려가는 등 단순히 안세이의 도카이도 해역 지진과 난카이도 해역 지진이 동시에 발생한 것이 아니라는 설(마쓰우라 외, 2010,2011)이 있으며 규슈 동쪽 해안의 쓰나미 높이가 높단 점에서 휴가나다 지진의 진원지도 같이 연동했다는 설(후루무라 외, 2011)도 있다. 도카이도, 이세만 해안, 기이반도를 중심으로 규슈에서 호쿠리쿠까지 광범위한 흔들림으로 가옥 붕괴 등의 피해가 발생했다. 쓰나미는 도사시 쇼류지 참배길 해발 25 m까지 닿는 등 도사만 연안에서 두드러졌으며, 도사에서 11,000채 이상의 가옥 유실과 1,800명 이상의 사망자가 발생한 것을 비롯해 규슈에서 이즈까지 태평양 연안과 오사카만, 이요나다에서 쓰나미 피해가 발생했다. 총 사망자는 2만여명이며 가옥 6만채 이상이 붕괴되었다. 고치에서 지반 침하가, 무로토곶과 구시모토 등에서 지반 융기가 일어났으며 도고온천 등 여러 온천의 온천물 용출 중단이 기록되었다. 규모 Mw9.0 이상의 초거대지진일 가능성도 나오고 있다.                                                                                           |
| 약 147년간                                                |                      |               |                 |                |                    |           | - 1707년 12월 16일(호에이 4년 11월 23일) 후지산의 호에이 대분화 - 호에이 지진 49일 후 발생한 분화이다. 이 분화로 호에이산(분화구)이 형성되었다. - 1847년 5월 8일（고카 4년 3월 24일) 젠코지 지진 - 규모 M7.4이며 총 사망자는 8,600명이다. - 1854년 7월 9일（가에이 7년 6월 15일) 이가우에노 지진 - 규모 M71⁄4이며 사망자 4백여명이 발생했다. |
| 1854년 12월 23일, 가에이 7년 11월 4일                     |                      | 34.0          | 137.8           |                | 8.4 Mw 8.6         |           | 안세이 도카이 지진이 일어났다. 도카이도 해역에서 일어난 거대지진이다. 이시바시(1981)와 아이다(1981)는 엔슈나다 해역 외에 스루가만도 포함한 진원 단층 모델을 제안했다. 우사미(2003)는 일본 각지의 추정 진도를 긴키 지방과 주부 지방 대부분 및 간토 지방 일부에서 진도 5약 이상, 시마반도, 주부 지방 내륙, 스루가만에서 진도 6약 이상, 엔슈나다 연안에서는 진도7일 가능성이 있다고 밝혔다. 시코쿠 동부부터 보소반도에 걸친 지역에서 쓰나미가 덮쳤으며 특히 시오노곶에서 아쓰미반도 사이 지역은 쇼와 도난카이 지진 당시의 2배로 미에현에서는 최대 10 m가 넘는 쓰나미도 덮쳤다. 가옥 붕괴 및 소실 3만채, 사망자는 2~3천명으로 추정된다. 32시간 후 발생한 안세이 난카이 지진과 시간을 두고 일어난 연동형지진이며 당시 발생한 두 지진을 묶어 안세이 대지진이라고 부른다. |
| 1854년 12월 24일, 가에이 7년 11월 5일                     |                      | 33.0          | 135.0           |                | 8.4 Mw 8.7         |           | 안세이 난카이 지진이 일어났다. 난카이도 해역에서 일어난 거대지진이다. 우사미(2003)에 따르면 일본 각지의 추정 진도를 규슈 동부에서 시코쿠, 주코쿠 지방, 긴키 지방 서부까지 지역을 진도 5약 이상, 고치, 도쿠시마, 효고, 와카야마 연안에서 진도 6약 이상으로 분석했다. 규슈 동부에서부터 기이반도까지 쓰나미가 발생해 시코쿠 태평양 연안과 기이반도 서남쪽 연안에서는 4~8 m가 넘는 높이의 쓰나미가 덮쳤다. 기이반도 동쪽의 피해 상황은 전날 일어난 안세이 도카이 지진의 피해와 겹친다. 고치현 구레에서 16 m, 와카야마현 구시모토에서 15 m 등 매우 높은 쓰나미 높이가 기록되었다. 사망자는 수천명 수준으로 추정된다. 이후 9년간 여진이 기록되었다. 32시간 전 발생한 안세이 도카이 지진과 시간을 두고 일어난 연동형지진이며 당시 발생한 두 지진을 묶어 안세이 대지진이라고 부른다. 또한 두 지진 이외에도 안세이 7년간 일본 전역에서 지진이 곳곳에 일어나 큰 피해가 일어났다. |
| 약 90~92년간                                              |                      |               |                 |                |                    |           | - 1854년 12월 26일(안세이 1년 11월 7일) 호요 해협 지진 - 규모 M7.3-7.5으로 이요 서부와 분고를 중심으로 피해가 있었으나 안세이 난카이 지진 발생 40시간 후 발생한 지진으로 난카이 지진의 피해와 구분하기 어렵다. - 1855년 3월 18일(안세이 2년 2월 1일) 히다 지진 - 규모 M63⁄4로 사망자 2명이 기록되었다. - 1855년 10월 2일(안세이 2년 11월 11일) 안세이 에도 지진 - 규모 M6.9로 사망자 약 4천명이 발생했으며 에도 시내 14,000채가 넘는 건물이 붕괴되거나 소실되었다. - 1857년 10월 12일(안세이 4년 8월 25일) 이요·아키에서 발생한 지진(게이요 지진) - 규모 M71⁄4로 사망자 5명이 발생했다. - 1858년 4월 9일(안세이 5년 2월 26일) 히에쓰 지진 - 규모 M7.0-7.1로 산사태와 지진으로 만들어진 자연댐의 붕괴로 인한 피해가 컸다. 사망자 203명이 기록되었다. 에도 지진, 히다 지진, 히에쓰 지진 등은 안세이 도카이 지진의 유발지진으로 추정된다. - 1891년 10월 28일 노비 지진 - 규모 M8.0으로 일본 관측사상 가장 큰 규모의 대륙 지각 내부 지진이다. 사망자 7,273명, 부상자 17,175명이 발생했다. 이 지진으로 일본 열도에 좌편향 지각이동이 발생해 서남쪽의 도난카이 지진 진원지는 압축 변형이 더 커졌고 반대로 동북쪽의 도카이 지진 진원지는 지진이 일어나지 않는 지진공백역으로 만들었을 가능성이 있다. - 1941년(쇼와 16년) 11월 19일 휴가나다 지진 - 규모 M7.2로 사망자 2명이 발생했다. 규슈 동부와 시코쿠 서해안에서 최대 1 m 높이 쓰나미가 발생했다. - 1943년(쇼와 18년) 9월 10일 돗토리 지진 - 규모 M7.2로 사망자 1,083명이 발생했다. |
| 1944년(쇼와 19년) 12월 7일                                | 미에현 동남쪽 해역   | 33.573        | 136.175         | 40             | 7.9 Mw 8.2         | 6         | 쇼와 도난카이 지진이 발생했다. 도난카이 지진이다. 지진과 쓰나미 발생 범위가 이전의 "도카이도 해역 지진"보다 서쪽으로 좁아 스루가만 부근은 진원지가 아니라고 추정된다. 이 때문에 쇼와 시대에 스루가만을 진원으로 하는 도카이 지진이 발생할 수 있다는 우려가 발생하는 계기가 되었다. 기이반도에서 이즈반도에 이르는 연안에 쓰나미가 발생해 하토리(1979)에 따르면 기이반도 동부 해안에서 최대 6~9 m의 쓰나미가 덮쳤으나 엔슈나다에서는 1~2 m에 불과하다고 분석했다. 도카이 지역을 중심으로 피해가 발생해 아이다(1977)에 따르면 사망자 및 실종자가 1,223명이고 주택 완전 붕괴 약 18,000채, 반파 약 37,000채, 유실 약 3천채로 기록되었다. 제2차 세계 대전 중이었기 때문에 당시에는 자세한 피해 상황이 알려지지 않았고 전후가 되어서야 피해 상황이 분석되기 시작했다. 오마에자키시, 쓰시에서 진도6이 감지되었고 주부와 긴키 8개 현에서 진도5를 감지했다. 약 2년 후에 일어난 쇼와 난카이 지진과 시간을 두고 연동한 지진이며 둘을 합쳐 쇼와 지진으로 부르기도 한다. |
| 2년간                                                     |                      |               |                 |                |                    |           | - 1945년(쇼와 20년) 1월 13일 미카와 지진 - 규모 M6.8로 사망자 및 실종자 2,306명이 발생했으며 쓰나미도 일어났다. |
| 1946년(쇼와 21년) 12월 21일                               | 와카야마현 남부 해역 | 33.935        | 135.848         | 24             | 8.0 Mw 8.4         | 5         | 쇼와 난카이 지진이 일어났다. 난카이 지진이다. 규슈에서 보소반도 남부에 이르는 태평양 연안에 쓰나미가 발생해 시코쿠와 기이반도에서는 높이 4~6 m에 달했다. 주로 규슈에서 긴키까지 달하는 서일본에 피해가 집중되었다. 사망자 1,330명, 가옥 붕괴 약 12,000채, 반파 약 23,000채, 유실 약 1,500채, 소실 약 2,600채로 기록되었다. 무로토와 시오노곶에서는 융기가, 스사키시와 고우라에서는 지반 침강이 관측되었으며 고치시 부근에서는 농경지 약 15 km2 영역이 침수되었다. 주고쿠, 시코쿠, 주부, 규슈 총 12개 현에서 진도5를 관측했다. 약 2년 전에 일어난 쇼와 도난카이 지진과 시간을 두고 연동한 지진이며 둘을 합쳐 쇼와 지진으로 부르기도 한다. |
|                                                           |                      |               |                 |                |                    |           | - 1948년(쇼와23년) 4월 18일 와카야마현 남부 해역 지진 - 규모 M7.0이다. 쇼와 난카이 지진의 여진이다. - 1948년 6월 15일 기이 수도 지진 - 규모 M6.7로 사망자 2명이 발생했다. - 1948년 6월 28일 후쿠이 지진 - 규모 M7.1로 사망자 및 실종자 3,769명이 발생했다. 미카와 지진과 후쿠이 지진은 쇼와 도난카이 지진의 유발지진으로 추정된다. 또한 두 지진은 노비 지진이 일어난 단층의 연장선상에서 발생했다. |

## 예측과 연구
1900년대 초 당시 도쿄제국대학 교수 이마무라 아키쓰네는 과거 역사 기록에 남은 닌나 지진, 호에이 지진 등 오기칠도 대지진(五畿七道大地震)은 모두 쓰나미를 동반한 난카이도 해역의 거대지진으로 역사적으로 반복해서 일어났다고 주장했다. 또한 이마무라는 1928년 사비를 들여 난카이 지동연구소(현 도쿄 대학 지진연구소 와카야마 지진관측소)를 설립했다. 1951년 사와무라 다케오는 쇼와 난카이 지진 발생 후 수로부의 측량 결과 시코쿠 남부의 노네, 야스다, 시모다, 게쓰나다를 잇는 선을 경계로 동남쪽 방향으로 융기하는 지각 변동이 밝혀져 역사지진으로 알려진 무로토곶의 융기와 고치평야의 침강 지각 변동과 거의 일치하다고 분석했다. 또한 하쿠호에서 쇼와에 이르는 공통된 성질을 거진 역대 난카이도 해역의 진원은 시오노미사키곶 해역에서 아시즈리곶까지 이어지는 대규모 북쪽을 축선으로 가진 역단층선에 줄지어 있어 이 충상단층을 "난카이 해곡"이라고 명명했다. 이후 1960년대 들어 판 구조론이 발달하면서 1972년 가나모리 히로오는 쇼와 도난카이-난카이 지진의 진원 단층 모델을 구해 두 지진이 난카이 해곡의 판 경계에서 일어났다고 분석했다.
2003년 당시 "도난카이·난카이 지진 등에 대한 전문조사위원회"의 검토에서는 향후 발생할 수 있는 난카이 해곡 지진 중 가장 큰 경우는 규모 M8.7, 단층 파괴 영역은 약 600 km 길이를 가진 도카이·도난카이·난카이 3연동지진으로 봤다. 하지만 2011년 도호쿠 지방 태평양 지진 발생 이후 이 가정을 재검토했다. 이 세 지진이 한꺼번에 발생하거나 안세이 지진처럼 짧은 간격으로 발생할 경우 태평양 벨트 전역에 지진동으로 인한 피해가 발생하여 지역 간 상호 구호와 지원이 사실상 불가능할 것으로 예상되며, 각 지방 정부는 조속히 연동형지진을 염두에 둔 재해 대책을 마련해야 한다고 말했다. 2010년 방재의 날에는 처음으로 3개 지진이 연쇄적으로 발생함을 가정한 훈련이 이루어졌다.
도카이 지진, 도난카이 지진, 난카이 지진 세 지진이 한꺼번에 일어나거나 수 분~수십 분의 시간차를 두고 연동해 발생하면 쓰나미가 파고가 서로 겹쳐 도사만 서부와 도카이도 해안 등 일부 지역에서 10 m 이상 높은 높이로 닥칠 수 있다는 시뮬레이션이 나왔다. 특히 하마오카 원자력 발전소에 가까운 오마에자키시 부근에서는 동시 발생시 파고가 2배 넘게 높아져 최대 11 m의 쓰나미가 닥칠 수 있다. 또한 이 연동형지진은 수백 년에 한번씩 진원역이 휴가나다까지 확대되어 휴가나다 지진까지 합쳐진 4연동지진으로 쓰나미가 규슈의 사이키시까지 밀려들어왔을 가능성도 검토된다. 1707년 호에이 지진이 다시 발생할 경우 쓰나미 높이는 규슈 태평양 연안 지역에서 기존 예상치인 2 m 정도에서 최대 8 m급으로, 시코쿠 남단 도사시미즈시에서는 기존 6 m 정도에서 최대 10 m급으로 높아질 가능성이 있다. 또한 쓰나미가 세토 내해까지 밀려들어올 가능성이 있다.
1605년 게이초 지진을 일으켰다고 추정되는 일반적인 3연동지진의 진원지보다 난카이 해곡에 훨씬 가까운 해역(판 경계 중 얕은 부분)에서도 이 연동형지진과 연동해 거의 동시에 지진이 발생하여 규모 M9급의 초거대지진이 일어날 수 있다는 연구도 있다. 이런 광역 연동형지진이 발생할 경우 쓰나미 높이도 3연동지진인 도카이·도난카이·난카이 지진(기존 호에이 지진 유형으로 여겨진)의 1.5배에서 최대 2배로 커질 수 있다. 다만 게이초 지진은 난카이 해곡이 진원이 아니라는 이론도 있으며 일본 해구와는 달리 난카이 해곡은 육지와 해구 쪽 이중 진원역으로 단층분절이 구성되어 있다는 증거도 없다고 알려져 있다.

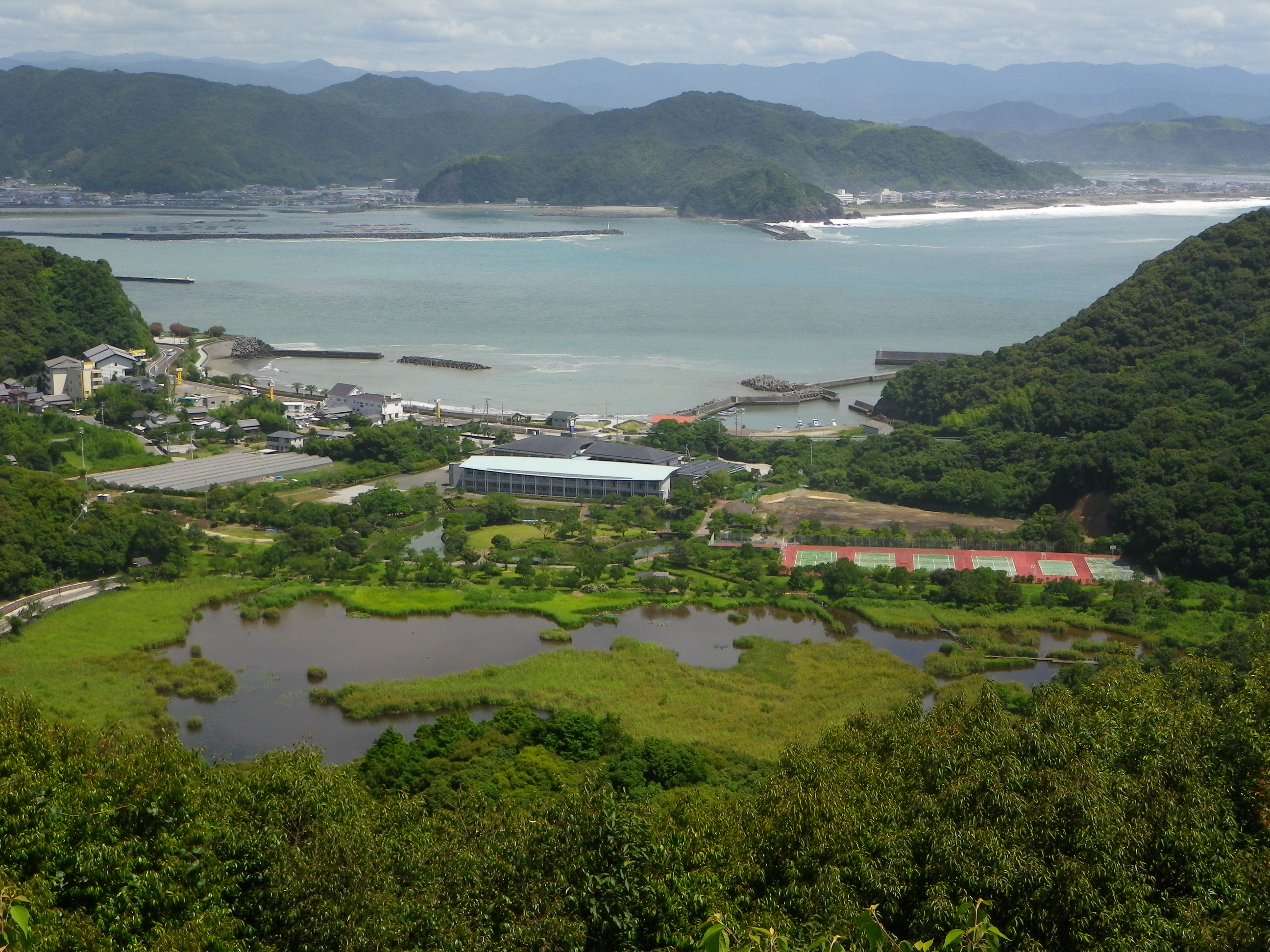
쓰나미로 만들어진 호수인 가니가이케 호수의 모습. 일본 고치현 도사시 마치류 소재.

오이타현 사이키시의 하자코류진지 호수는 3,300년 전 지층에서 8차례의 쓰나미 퇴적물이 남았으며 특히 대규모 지진이 이런 쓰나미 퇴적물을 남길 수 있었다. 이 중 3개 층은 역사 이래 1707년 호에이 지진, 1361년 쇼헤이 지진, 684년 하쿠호 지진의 흔적에 해당한다고 추정된다. 또한 고치현 도사시 가니치 호수에서 발견된 쓰나미 퇴적물 분석 결과 호에이 지진 당시의 모래 두께 이상의 굵은 모래를 실어다 나른 쓰나미가 약 2천년 전에 발생했다고 추정되는데 이는 M9급의 초거대지진으로 나온 흔적으로 추정된다. 또한 연대는 불분명하지만 아이치현 지타반도 남부의 쓰부테우라 암반층에서 발견된 거암을 움직이게 한 쓰나미의 흔적으로 그 쓰나미 높이를 복원한 결과 M9급 초거대지진이 일으킨 쓰나미로 추정된다.
이 외에도 난카이 해곡에서 류큐 해구까지 길이 1,000 km에 이르는 단층이 연쇄적으로 파괴되어 매우 긴 영역의 M9급 연동형지진, 혹은 M9급 두 개의 초거대지진이 연쇄적으로 발생할 가능성에 대한 가설도 나오고 있다. 이 경우 진원역의 전체 길이는 2004년 인도양 지진해일과 비슷한 규모이며 과거 평균 1,700년 간격으로 발생했다는 가설도 있다. 이는 시즈오카현 오마에곶, 고치현 무로토곶, 가고시마현 기카이섬 3곳의 해안에 남은 일반적인 난카이 해곡 연동형지진으로 일어난 융기보다 훨씬 큰 규모로 남은 융기 지형의 연구를 통해 추정한 값이다. 한편 이 큰 융기 흔적을 발견한 연구자들은 판 경계의 거대지진이 아닌 분기단층 혹은 해저 활단층으로 발생한 대륙지각 내 지진으로 분류되는 활동이라는 가설도 내놓고 있다.
일본 문부과학성의 위탁을 받아 도쿄 대학, 도호쿠 대학, 나고야 대학, 교토 대학, 해양연구개발기구는 "도카이·도난카이·난카이 지진의 연동성 평가 연구 프로젝트"를 2008년부터 2012년까지 진행, 2012년 2월에는 해저 지진계와 압력계(쓰나미 계측계)의 관측 장비에 전력을 공급하고 관측 데이터를 전송하기 위한 지상국의 위치를 결정했다.
2012년 1월 도쿄 대학과 해양연구개발기구 연구진들은 기이반도 해역에서 도난카이와 난카이 지진 진원역에 걸친 길이 200 km 이상, 높이 500 m~1 km의 매우 큰 분기단층을 발견했다고 발표했다. 이는 과거 도난카이와 난카이가 연동되어 발생했다는 증거로 보인다. 또한 분기단층에서 지진 발생 시 쓰나미가 증폭되어 동시에 활동할 경우 매우 큰 쓰나미가 일어날 가능성이 있다고 발표했다.

## 가정한 지진

### 중앙방재회의
가장 최근인 2019년 중앙방재회의가 발표한 내용에서는 사망자 242,000명, 주택 전소 217만채의 피해가 날 것이라 가정했다. 이는 2014년 대비 사망자수는 27%, 주택 피해는 13% 감소한 수치이다.

### 지진조사위원회
일본 정부의 지진조사위원회는 2022년 1월 난카이 해곡 거대지진이 40년 내 발생할 확률이 약 "90% 정도"라고 발표했다. 2023년 1월에는 규모 M8~9급의 거대지진이 20년 내 발생할 확률이 "60% 정도"라고 발표했다.

#### 난카이 해곡 거대지진 모델 검토회
2011년 3월에 발생한 도호쿠 지방 태평양 해역 지진을 계기로 내각부 중앙방재회의는 지금까지 상정했던 지진을 재검토하기 위해 "난카이 해곡 거대지진 모델 검토회"를 설치해 같은 해 12월 검토회 중간보고회에서 난카이 해곡의 연동형지진 최대 규모, 쓰나미를 가정해 잠정치로 M9.0이라고 발표했다(기존은 최대 M8.7). 검토회장인 아베 가쓰유키는 만약 이 지진이 발생하면 "거대 서일본 지진"이 될 것이라고 말했다.
재검토에는 고문헌, 쓰나미 퇴적물 등의 연구 결과가 사용되었으며 예상 진원역은 서남쪽으로는 휴가나다에서부터 규슈·팔라우 해령 북단(휴가나다 지진의 진원역 포함)이며 내륙쪽은 시코쿠 대부분을 포함한 육지까지, 동북쪽으로는 시즈오카현의 후지강 하구 단층대 북단까지 포함하는 길이 750 km, 면적 약 11만 km2로 기존의 단층 면적 6만 km2의 거의 2배이다. 예상되는 쓰나미 도달 영역도 난카이 해곡 부근의 깊이 약 10 km의 얕은 영역이 크게 미끄러지는 영역과 매우 크게 미끄러지는 영역이 설정되어 지역에 따라서는 기존의 예상보다 2배 이상 높아졌다. 해곡 부근에 크게 미끄러진 영역을 설정한 이 모델은 스루가만에서 기이반도, 기이반도 해역, 시코쿠 해역, 휴가나다 중 하나 혹은 여러 곳의 크게 미끄러지는 영역을 설정한 11종류의 패턴을 상정했으며 쓰나미 단층 모델을 포함한 모멘트 규모는 최대 Mw9.1로 설정되었다.
지진본부는 난카이 해곡 거대지진 발생 예상 영역이 도호쿠 지방과는 달리 인구밀집지역이므로 동일본 대진재의 피해와는 다른 양상이 될 것이라 추정했다.
2012년 3월 같은 검토회는 상정된 최대 규모 지진에 대한 진도 분포와 쓰나미 높이를 공개했다. 지진동의 경우 진도6 이상의 흔들림을 느끼는 지역은 기존의 도난카이·난카이 지진 가정에 비해 거의 2배가 증가한 24개 부현 687개 시정촌으로 가정했으며 여기에는 나고야시, 시즈오카시, 와카야마시, 도쿠시마시, 미야자키시를 포함한 10개현 153개시정촌에서 진도7이 일어날 수 있다고 가정했다. 쓰나미는 도호쿠 지방 태평양 해역 지진 이후 각 지자체가 예측했던 수치를 넘어 도쿠시마현 아난시에서는 현 추정치 5.4 m의 3배에 가까운 16.2 m, 미에현 시마시에서는 현의 예상치인 15 m의 2배인 24 m, 오와세시에서는 이전 추정치 13 m에서 24.5 m로 늘어났다. 자체적인 가정을 했던 9개 부현에서는 재차 상정과 재해 대책을 재검토했으며 그 외 지차체에서도 대책 재검토를 실시했다. 검토회는 원자력 발전소가 설치되었거나 건설 계획이 있는 4곳에 대한 최대 쓰나미 높이를 발표했는데 시즈오카현 오마에자키시에 있는 주부 전력의 하마오카 원자력 발전소에서는 지진으로 일어날 지반 융기 2.1 m를 고려해도 인근 최대 쓰나미 높이는 21 m, 최대진도는 7로 주부 전력의 예상 최대 쓰나미 높이를 넘어섰다. 에히메현 이카타정에 있는 시코쿠 전력의 이카타 발전소 부근에서는 최대 쓰나미 높이 3 m, 최대진도 6강이며 이바라키현 도카이촌에 있는 일본원자력발전의 도카이 제2 원자력 발전소에서는 최대 높이 2.6 m, 최대진도 4이고 야마구치현 가미노세키정에 있는 주고쿠 전력의 가마노세키 원자력 발전소 건설 예정지에서는 최대 높이 2.9 m, 최대진도 6약으로 예상된다.

### 지방 자치 단체의 예측
2011년 10월 미에현의 M9급 연동형지진 가정에 따르면 구마노시 니기시마초에서 최대 19 m 높이를 기록하며 방조제가 작동할 경우 높이 2 m의 쓰나미에 130 km2 영역이 침수되고, 방조제가 작동하지 않을 경우 319 km2 영역이 침수된다 계산했다. 방조제 점검 결과 최소 138개소에 구멍이 있어 대책 마련을 해야 한다고 결론내렸다. 진원이 가깝고 초기미동 시간이 적은 구마노시, 오와세시, 기호정 등에서는 지진 이후 쓰나미가 도달하기까지 3~4분밖에 걸리지 않아 피난 시간 확보를 위한 방조제 복구가 중요하다.
2011년 12월 도쿠시마현의 보고에 따르면 침수 면적은 기존 예상의 73 km2에서 159 km2로 2배 이상 늘어났으며, 미나미정 아베항 안쪽 20.2 m를 비롯해 가이요정 오테해안에서 19 m 등 예상 최대 쓰나미 높이도 높아졌다. 내륙의 도쿠시마시 도미타 지구(높이 1~2 m)와 기타지마정이 새롭게 쓰나미 침수 위험 지역으로 지정되었다. 20 cm의 쓰나미가 도달하는 시간은 무기정 무기어항 안쪽에서 3분, 도쿠시마시 마린피아오키노스 동쪽 끝에서 32분으로 최대 높이의 쓰나미가 닿는 시점은 지진 30분에서 90분 후로 예측되었다.
2012년 5월 고치현의 보고에 따르면 구로시오정 34.4 m(사가지소 침수 높이 14.5 m), 고치시 14.7 m(시역소 침수 높이 1.5 m, 침수 범위 동서 20 km, 남북 10 km, 최대 침수 깊이 4 m)로 예상되었다. 또한 고치 공항 전체가 침수되어 최대 7.5 m 높이로 침수될 것이라 예상했다.
난카이 해곡 거대지진으로 진도6 이상 또는 3 m 이상의 쓰나미가 예상되는 지자체의 인구는 약 5,500만명이다(도호쿠 지방 태평양 해역 지진 당시에는 750만명이다)
2018년 3월 간사이 대학 교수 나가마쓰 신와레와 규슈대학 부교수 미야자키 아쓰시는 지진 발생 후 5년간 일본 정부와 지자체의 복구 비용이 162조엔에 달한다고 추산했다. 이는 동일본대진재 당시 복구 비용 32조엔이나 2017년 일본 국가일반회계 예산 97조엔을 훨씬 넘는 수치이다.

## 경계 체계
난카이 해곡 거대지진을 염두에 두고 난카이 해곡 전역을 대상으로 지진 발생 가능성 증가에 대해 일본 기상청이 발표하는 난카이 해곡 지진 관련 정보가 있다. 2017년 11월 1일 도카이 지진에 한정되어 있던 경계 체제(도카이 지진 관련 정보)를 재조정해 "난카이 해곡 지진 관련 정보 (임시)" 및 "난카이 해곡 지진 관련 정보 (정례)"를 운영하기 시작했다. 대표적인 발표 세부 정보 유형은 아래와 같다.
- 거대지진경계: 예상 진원역 내 판 경계에서 모멘트 규모 Mw8.0 이상의 지진이 발생했다고 평가한 경우
- 거대지진주의: 감시 영역[n] 내에서 모멘트 규모 Mw7.0 이상의 지진[o]이 발생했다고 평가한 경우(거대지진경계에 해당하는 경우는 제외) 또는 상정한 진원역 내 판 경계면에서 평상시와는 다른 슬로우 슬립 현상이 발생했다고 평가한 경우

## 같이 보기
- 난카이 해곡의 연동형 지진
- 유발지진
- 기이반도 동남쪽 해역 지진
- 일본의 지진 목록
- 후지산의 분화사
- 2025년 휴가나다 지진

## 참고 문헌
- 「南海トラフの地震の長期評価について(2001年公表版)」、地震調査研究推進本部 地震調査委員会、2001年9月27日付、2013年6月4日閲覧。
- 「南海トラフの地震活動の長期評価（第二版,2013年公表版）について」、地震調査研究推進本部 地震調査委員会、2013年5月24日付、2013年6月4日閲覧。
- 「南海トラフの地震を想定した強震動評価手法について（中間報告）」、地震調査研究推進本部 地震調査委員会、2001年12月7日付、2013年6月4日閲覧。
- 「1944東南海地震・1945三河地震 -第1章 東南海地震の災害の概要 보관됨 2016-05-25 - 웨이백 머신」中央防災会議 『災害教訓の継承に関する専門調査会報告書』2007年3月
- 「南海トラフ巨大地震対策について 中間報告」中央防災会議 防災対策推進検討会議 南海トラフ巨大地震対策検討ワーキンググループ、2012年7月19日
- 石橋克彦 (2014년 3월). 《南海トラフ巨大地震 -歴史・科学・社会-》. 岩波書店. ISBN 978-4-00-028531-5.
- 間城龍男 (1995년 1월). 《宝永大地震 -土佐最大の被害地震-》. あさひ謄写堂.
- 大木聖子; 纐纈一起 (2011년 6월). 《超巨大地震に迫る- 日本列島で何が起きているのか》. NHK出版新書. ISBN 978-4-14-088352-5.
- 寒川旭 (1997년 1월). 《揺れる大地―日本列島の地震史》. 同朋舎出版. ISBN 978-4-8104-2363-1.
- 寒川旭 (2001). 《地震 "なまず"の活動史》. 大巧社.
- 寒川旭 (2007년 11월). 《地震の日本史 -大地は何を語るのか-》. 中公新書. ISBN 978-4-12-101922-6.
- 沢村武雄 (1967). 《日本の地震と津波 -南海道を中心に-》. 高知新聞社.
- 高木金之助編、沢村武雄 (1959). 《「五つの大地震」四国山脈》. 毎日新聞社. 五つの大地震 - 웨이백 머신 (보관됨 2004-05-12)
- 遠田晋次 (2016년 12월). 《活断層地震はどこまで予測できるか》. 講談社. ISBN 978-4-06-257995-7.
- T.レイ、T.C.ウォレス、柳谷俊訳 (2002). 《地震学 下巻》. 古今書院. ISBN 4-7722-3016-5.
- 都司嘉宣 (2011년 5월). 《千年震災 -繰り返す地震と津波の歴史に学ぶ》. ダイヤモンド社. ISBN 978-4-478-01611-4.
- 都司嘉宣 (2012년 6월). 《歴史地震の話 -語り継がれた南海地震》. 高知新聞社. ISBN 978-4-87503-437-7.
- 宇佐美龍夫 『最新版 日本被害地震総覧』 東京大学出版会、2003年
- 宇津徳治、嶋悦三、吉井敏尅、山科健一郎『地震の事典』朝倉書店、2001年
- 宇津徳治，1990，世界の被害地震の表（古代から1989年まで），宇津徳治，東京，243 p．
- Utsu, T., 2002, A list of deadly earthquakes in the World: 1500-2000, in International Handbook of Earthquake and Engineering Seismology Part A, edited by Lee, W.K., Kanamori, H., Jennings, P.C., and Kisslinger, C., pp. 691-717, Academic Press, San Diego.
- 宇津徳治，2004，世界の被害地震の表（古代から2002年まで），宇津徳治先生を偲ぶ会，東京，電子ファイル最終版．
- 矢田俊文 (2009년 1월). 《中世の巨大地震》. 吉川弘文館. ISBN 978-4-642-05664-9.
- 国立天文台 (2017년 11월 30일). 《理科年表 平成30年》. 理科年表 第91冊 2018판. 丸善. ISBN 978-4-621-30217-0.